# Ayanna Pressley
Ayanna Pressley, född 3 februari 1974, är en amerikansk politiker (Demokratiska partiet) och medlem av representanthuset, dit hon valdes från det sjunde distriktet i delstaten Massachusetts den 6 november 2018 med 58,6% av rösterna i valkretsen.
Hon är den första kvinnliga ledamoten från delstaten till representanthuset med afroamerikansk bakgrund.
Ayanna Pressley föddes i Cincinnati i Ohio, men växte upp i Chicago i Illinois, senare i Brooklyn i New York. Hon tog examen från college i Boston i Massachusetts, där hon senare har blivit invånare. I Boston blev hon politiskt engagerad och vald i stadsrådet tills hon valdes till Representanthuset vid valet 2018.
I representanthuset tillhör Pressley en grupp kvinnliga progressiva demokrater från etniska minoriteter, kända i media som "The Squad".